# 2018–2019-es UEFA Nemzetek Ligája (C liga)
A 2018–2019-es UEFA Nemzetek Ligájának C ligája az UEFA Nemzetek Ligája 2018–2019-es kiírásának harmadik divíziója.

## Lebonyolítás
A C ligában az UEFA rangsorának 25–39. helyen álló csapatai szerepeltek, a csapatokat négy darab csoportba sorsolták (egy háromcsapatos és három négycsapatos). A csoportok győztesei feljutottak a 2020–2021-es UEFA Nemzetek Ligájának B ligájába, a négy utolsó csapat kiesett a 2020–2021-es UEFA Nemzetek Ligájának D ligájába (a 2., 3., 4. csoport utolsó helyezettjei és a legrosszabb harmadik helyezett).
Továbbá a C liga a 2020-as Európa-bajnokság maradék négy helyéből egy helyet biztosított. A C liga legjobb négy csapata, amely nem jutott ki az Európa-bajnokságra, pótselejtezőt játszhatott. Elsősorban a divíziók csoportgyőztesei játszhattak pótselejtezőt, de ha egy csoportgyőztes már a Eb-selejtezőből kijutott, akkor az adott liga legjobb helyezettje kapott helyet a pótselejtezőben. Ha a C liga csapataiból kevesebb mint négy csapat nem jutott ki a selejtezőből, akkor a pótselejtezős helyeket a Nemzetek Ligája következő legjobb helyezettjei kapták, de egy csoportgyőztes nem játszhatott egy magasabb ligában lévő csapattal. A pótselejtező két elődöntőből (az 1. helyen rangsorolt csapat a 4. helyen rangsorolt csapattal, a 2. helyen rangsorolt csapat a 3. helyen rangsorolt csapattal mérkőzött, a magasabban rangsorolt csapat játszott hazai pályán) és egy döntőből állt, a két elődöntő győztese között (a helyszínt a két csapat közül sorsolták).

## Kiemelés
A C liga résztvevőit a 2018-as világbajnokság európai selejtezőinek első fordulója után határozták meg az akkori, nemzetekre vonatkozó UEFA-együtthatók alapján, 2017. október 11-én. A csapatokat négy darab kalapba sorolták.
A csoportok sorsolását Lausanne-ben, Svájcban tartották 2018. január 24-én.
A sorsolást a 4. kalappal kezdték és az 1. kalappal fejezték be. Az előbb kisorsolt csapat az alacsonyabb sorszámú csoportba került, azaz az elsőként kisorsolt csapat az 1. csoportba került és így tovább. Ez alól kivétel volt a 4. kalap, amelyből az 1. csoportba nem került csapat, azok a 2–4. csoportba kerültek. Téli helyszínek korlátozása miatt Norvégia, Finnország, Észtország valamint Litvánia közül csak két csapat kerülhetett azonos csoportba.
| Csapat       | Együttható | Hely. |
| ------------ | ---------- | ----- |
| Magyarország | 26 486     | 25    |
| Románia      | 26 057     | 26    |
| Skócia       | 25 662     | 27    |
| Szlovénia    | 25 148     | 28    |

| Csapat      | Együttható | Hely. |
| ----------- | ---------- | ----- |
| Görögország | 24 931     | 29    |
| Szerbia     | 24 847     | 30    |
| Albánia     | 24 430     | 31    |
| Norvégia    | 24 208     | 32    |

| Csapat     | Együttható | Hely. |
| ---------- | ---------- | ----- |
| Montenegró | 23 912     | 33    |
| Izrael     | 22 792     | 34    |
| Bulgária   | 22 091     | 35    |
| Finnország | 20 501     | 36    |

| Csapat     | Együttható | Hely. |
| ---------- | ---------- | ----- |
| Ciprus     | 19 491     | 37    |
| Észtország | 19 441     | 38    |
| Litvánia   | 18 101     | 39    |

## Csoportok

### 1. csoport
| Hely. | Csapat  | M | Gy | D | V | G+ | G– | Gk | P | Feljutás vagy kiesés              |  | Skócia | Izrael | Albánia |
| ----- | ------- | - | -- | - | - | -- | -- | -- | - | --------------------------------- |  | ------ | ------ | ------- |
| 1.    | Skócia  | 4 | 3  | 0 | 1 | 10 | 4  | +6 | 9 | Feljutott a 2020–2021-es B ligába |  | —      | 3–2    | 2–0     |
| 2.    | Izrael  | 4 | 2  | 0 | 2 | 6  | 5  | +1 | 6 | Feljutott a 2020–2021-es B ligába |  | 2–1    | —      | 2–0     |
| 3.    | Albánia | 4 | 1  | 0 | 3 | 1  | 8  | −7 | 3 |                                   |  | 0–4    | 1–0    | —       |

1. ↑  A 2020–2021-es Nemzetek Ligája átalakítása miatt a második helyezettek a B ligába kerültek és egyik csapat sem esett ki.[10]

| 2018. szeptember 7. 20:45 |

| Albánia   | 1–0               | Izrael |
| --------- | ----------------- | ------ |
| Xhaka 55' | (0–0) Jegyzőkönyv |        |

| Elbasan Aréna, Elbasan Játékvezető: Kassai Viktor (magyar) |

| 2018. szeptember 10. 20:45 (19:45 UTC+1) |

| Skócia                            | 2–0               | Albánia |
| --------------------------------- | ----------------- | ------- |
| Djimsiti 47' (öngól) Naismith 68' | (0–0) Jegyzőkönyv |         |

| Hampden Park, Glasgow Játékvezető: Matej Jug (szlovén) |

| 2018. október 11. 20:45 (21:45 UTC+3) |

| Izrael                         | 2–1               | Skócia                 |
| ------------------------------ | ----------------- | ---------------------- |
| Peretz 52' Tierney 75' (öngól) | (0–1) Jegyzőkönyv | Mulgrew 25' (11-esből) |

| Sammy Ofer Stadium, Haifa Játékvezető: Daniel Stefański (lengyel) |

| 2018. október 14. 20:45 (21:45 UTC+3) |

| Izrael            | 2–0               | Albánia |
| ----------------- | ----------------- | ------- |
| Hemed 8' Saba 83' | (1–0) Jegyzőkönyv |         |

| Turner Stadium, Beersheba Játékvezető: Paolo Mazzoleni (olasz) |

| 2018. november 17. 20:45 |

| Albánia | 0–4               | Skócia                                               |
| ------- | ----------------- | ---------------------------------------------------- |
|         | (0–2) Jegyzőkönyv | Fraser 14' Fletcher 45+2' (11-esből) Forrest 55' 67' |

| Loro Boriçi Stadium, Shkodër Játékvezető: Vladislav Bezborodov (orosz) |

| 2018. november 20. 20:45 (19:45 UTC±0) |

| Skócia              | 3–2               | Izrael              |
| ------------------- | ----------------- | ------------------- |
| Forrest 34' 43' 64' | (2–1) Jegyzőkönyv | Kayal 9' Zahavi 75' |

| Hampden Park, Glasgow Játékvezető: Tobias Welz (német) |

### 2. csoport
| Hely. | Csapat       | M | Gy | D | V | G+ | G– | Gk | P  | Feljutás vagy kiesés              |     | Finnország | Magyarország | Görögország | Észtország |
| ----- | ------------ | - | -- | - | - | -- | -- | -- | -- | --------------------------------- | --- | ---------- | ------------ | ----------- | ---------- |
| 1.    | Finnország   | 6 | 4  | 0 | 2 | 5  | 3  | +2 | 12 | Feljutott a 2020–2021-es B ligába |     | —          | 1–0          | 2–0         | 1–0        |
| 2.    | Magyarország | 6 | 3  | 1 | 2 | 9  | 6  | +3 | 10 | Feljutott a 2020–2021-es B ligába |     | 2–0        | —            | 2–1         | 2–0        |
| 3.    | Görögország  | 6 | 3  | 0 | 3 | 4  | 5  | −1 | 9  |                                   |     | 1–0        | 1–0          | —           | 0–1        |
| 4.    | Észtország   | 6 | 1  | 1 | 4 | 4  | 8  | −4 | 4  |                                   | 0–1 | 3–3        | 0–1          | —           |            |

1. ↑  A 2020–2021-es Nemzetek Ligája átalakítása miatt a második helyezettek a B ligába kerültek és egyik csapat sem esett ki.[10]

| 2018. szeptember 8. 18:00 (19:00 UTC+3) |

| Finnország | 1–0                         | Magyarország |
| ---------- | --------------------------- | ------------ |
| Pukki 7'   | (1–0) Jegyzőkönyv Részletek |              |

| Tampere Stadium, Tampere Játékvezető: Gediminas Mažeika (litván) |

| 2018. szeptember 8. 20:45 |

| Észtország | 0–1               | Görögország   |
| ---------- | ----------------- | ------------- |
|            | (0–1) Jegyzőkönyv | Fortúnisz 14' |

| A. Le Coq Aréna, Tallinn Játékvezető: Serdar Gözübüyük (holland) |

| 2018. szeptember 11. 20:45 |

| Magyarország                | 2–1                         | Görögország  |
| --------------------------- | --------------------------- | ------------ |
| Sallai 15' Kleinheisler 43' | (2–1) Jegyzőkönyv Részletek | Manolász 18' |

| Groupama Aréna, Budapest Nézőszám: 0 Játékvezető: Alekszej Kulbakov (fehérorosz) |

| 2018. szeptember 11. 20:45 (21:45 UTC+3) |

| Finnország | 1–0               | Észtország |
| ---------- | ----------------- | ---------- |
| Pukki 12'  | (1–0) Jegyzőkönyv |            |

| Veritas Stadion, Turku Játékvezető: Orel Grinfeld (izraeli) |

| 2018. október 12. 20:45 (21:45 UTC+3) |

| Görögország  | 1–0                         | Magyarország |
| ------------ | --------------------------- | ------------ |
| Mítroglu 65' | (0–0) Jegyzőkönyv Részletek |              |

| Olimpiai Stadion, Athén Játékvezető: Tobias Stieler (német) |

| 2018. október 12. 20:45 (21:45 UTC+3) |

| Észtország | 0–1               | Finnország  |
| ---------- | ----------------- | ----------- |
|            | (0–0) Jegyzőkönyv | Pukki 90+1' |

| A. Le Coq Aréna, Tallinn Játékvezető: Craig Pawson (angol) |

| 2018. október 15. 20:45 (21:45 UTC+3) |

| Észtország                  | 3–3                         | Magyarország               |
| --------------------------- | --------------------------- | -------------------------- |
| Luts 20' Pikk 70' Anier 79' | (1–1) Jegyzőkönyv Részletek | Nagy D. 24' Szalai 54' 81' |

| A. Le Coq Aréna, Tallinn Játékvezető: Halis Özkahya (török) |

| 2018. október 15. 20:45 (21:45 UTC+3) |

| Finnország           | 2–0               | Görögország |
| -------------------- | ----------------- | ----------- |
| Soiri 46' Kamara 89' | (0–0) Jegyzőkönyv |             |

| Tampere Stadium, Tampere Játékvezető: Paweł Gil (lengyel) |

| 2018. november 15. 20:45 |

| Magyarország        | 2–0               | Észtország |
| ------------------- | ----------------- | ---------- |
| Orban 8' Szalai 69' | (1–0) Jegyzőkönyv |            |

| Groupama Aréna, Budapest Játékvezető: Enea Jorgji (albán) |

| 2018. november 15. 20:45 (21:45 UTC+2) |

| Görögország          | 1–0               | Finnország |
| -------------------- | ----------------- | ---------- |
| Granlund 25' (öngól) | (1–0) Jegyzőkönyv |            |

| Olimpiai Stadion, Athén Játékvezető: Luca Banti (olasz) |

| 2018. november 18. 20:45 |

| Magyarország           | 2–0               | Finnország |
| ---------------------- | ----------------- | ---------- |
| Szalai 29' Nagy Á. 37' | (2–0) Jegyzőkönyv |            |

| Groupama Aréna, Budapest Játékvezető: Slavko Vinčić (szlovén) |

| 2018. november 18. 20:45 (21:45 UTC+2) |

| Görögország | 0–1               | Észtország               |
| ----------- | ----------------- | ------------------------ |
|             | (0–1) Jegyzőkönyv | Lambrópulosz 44' (öngól) |

| Olimpiai Stadion, Athén Játékvezető: Yevhen Aranovskyi (ukrán) |

### 3. csoport
| Hely. | Csapat    | M | Gy | D | V | G+ | G– | Gk | P  | Feljutás vagy kiesés              |     | Norvégia | Bulgária | Ciprusi Köztársaság | Szlovénia |
| ----- | --------- | - | -- | - | - | -- | -- | -- | -- | --------------------------------- | --- | -------- | -------- | ------------------- | --------- |
| 1.    | Norvégia  | 6 | 4  | 1 | 1 | 7  | 2  | +5 | 13 | Feljutott a 2020–2021-es B ligába |     | —        | 1–0      | 2–0                 | 1–0       |
| 2.    | Bulgária  | 6 | 3  | 2 | 1 | 7  | 5  | +2 | 11 | Feljutott a 2020–2021-es B ligába |     | 1–0      | —        | 2–1                 | 1–1       |
| 3.    | Ciprus    | 6 | 1  | 2 | 3 | 5  | 9  | −4 | 5  |                                   |     | 0–2      | 1–1      | —                   | 2–1       |
| 4.    | Szlovénia | 6 | 0  | 3 | 3 | 5  | 8  | −3 | 3  |                                   | 1–1 | 1–2      | 1–1      | —                   |           |

1. ↑  A 2020–2021-es Nemzetek Ligája átalakítása miatt a második helyezettek a B ligába kerültek és egyik csapat sem esett ki.[10]

| 2018. szeptember 6. 20:45 |

| Szlovénia | 1–2               | Bulgária     |
| --------- | ----------------- | ------------ |
| Zajc 40'  | (1–1) Jegyzőkönyv | Kraev 3' 59' |

| Stožice Stadion, Ljubljana Játékvezető: Davide Massa (olasz) |

| 2018. szeptember 6. 20:45 |

| Norvégia         | 2–0               | Ciprus |
| ---------------- | ----------------- | ------ |
| Johansen 21' 43' | (2–0) Jegyzőkönyv |        |

| Ullevaal Stadion, Oslo Játékvezető: Kovács István (román) |

| 2018. szeptember 9. 18:00 |

| Bulgária    | 1–0               | Norvégia |
| ----------- | ----------------- | -------- |
| Vasilev 59' | (0–0) Jegyzőkönyv |          |

| Vasil Levski National Stadium, Szófia Játékvezető: Daniel Stefański (lengyel) |

| 2018. szeptember 9. 20:45 |

| Ciprus                              | 2–1               | Szlovénia |
| ----------------------------------- | ----------------- | --------- |
| Sotiriou 69' Stojanović 89' (öngól) | (0–0) Jegyzőkönyv | Berić 54' |

| GSZP Stadion, Nicosia Játékvezető: Andris Treimanis (lett) |

| 2018. október 13. 18:00 |

| Norvégia     | 1–0               | Szlovénia |
| ------------ | ----------------- | --------- |
| Selnæs 45+5' | (1–0) Jegyzőkönyv |           |

| Ullevaal Stadion, Oslo Játékvezető: Daniel Siebert (német) |

| 2018. október 13. 20:45 |

| Bulgária                 | 2–1               | Ciprus       |
| ------------------------ | ----------------- | ------------ |
| Despodov 59' Nedelev 68' | (0–1) Jegyzőkönyv | Kastanos 41' |

| Vasil Levski National Stadium, Szófia Játékvezető: Srđan Jovanović (szerb) |

| 2018. október 16. 20:45 |

| Norvégia        | 1–0               | Bulgária |
| --------------- | ----------------- | -------- |
| Elyounoussi 31' | (1–0) Jegyzőkönyv |          |

| Ullevaal Stadion, Oslo Játékvezető: John Beaton (skót) |

| 2018. október 16. 20:45 |

| Szlovénia  | 1–1               | Ciprus       |
| ---------- | ----------------- | ------------ |
| Skubic 83' | (0–1) Jegyzőkönyv | Papoulis 37' |

| Stožice Stadion, Ljubljana Játékvezető: Mads-Kristoffer Kristoffersen (dán) |

| 2018. november 16. 20:45 |

| Ciprus        | 1–1               | Bulgária                |
| ------------- | ----------------- | ----------------------- |
| Zachariou 24' | (1–0) Jegyzőkönyv | Dimitrov 89' (11-esből) |

| GSP Stadium, Nicosia Játékvezető: Mohammed Al-Hakim (svéd) |

| 2018. november 16. 20:45 |

| Szlovénia | 1–1               | Norvégia    |
| --------- | ----------------- | ----------- |
| Verbič 9' | (1–0) Jegyzőkönyv | Johnsen 85' |

| Stožice Stadion, Ljubljana Játékvezető: Ruddy Buquet (francia) |

| 2018. november 19. 20:45 |

| Bulgária   | 1–1               | Szlovénia |
| ---------- | ----------------- | --------- |
| Ivanov 68' | (0–0) Jegyzőkönyv | Zajc 75'  |

| Vasil Levski National Stadium, Szófia Játékvezető: Hüseyin Göçek (török) |

| 2018. november 19. 20:45 |

| Ciprus | 0–2               | Norvégia       |
| ------ | ----------------- | -------------- |
|        | (0–1) Jegyzőkönyv | Kamara 36' 48' |

| GSZP Stadium, Nicosia Játékvezető: Vad István (magyar) |

### 4. csoport
| Hely. | Csapat     | M | Gy | D | V | G+ | G– | Gk  | P  | Feljutás vagy kiesés              |     | Szerbia | Románia | Montenegró | Litvánia |
| ----- | ---------- | - | -- | - | - | -- | -- | --- | -- | --------------------------------- | --- | ------- | ------- | ---------- | -------- |
| 1.    | Szerbia    | 6 | 4  | 2 | 0 | 11 | 4  | +7  | 14 | Feljutott a 2020–2021-es B ligába |     | —       | 2–2     | 2–1        | 4–1      |
| 2.    | Románia    | 6 | 3  | 3 | 0 | 8  | 3  | +5  | 12 | Feljutott a 2020–2021-es B ligába |     | 0–0     | —       | 0–0        | 3–0      |
| 3.    | Montenegró | 6 | 2  | 1 | 3 | 7  | 6  | +1  | 7  |                                   |     | 0–2     | 0–1     | —          | 2–0      |
| 4.    | Litvánia   | 6 | 0  | 0 | 6 | 3  | 16 | −13 | 0  |                                   | 0–1 | 1–2     | 1–4     | —          |          |

1. ↑  A 2020–2021-es Nemzetek Ligája átalakítása miatt a második helyezettek a B ligába kerültek és egyik csapat sem esett ki.[10]

| 2018. szeptember 7. 20:45 (21:45 UTC+3) |

| Litvánia | 0–1               | Szerbia              |
| -------- | ----------------- | -------------------- |
|          | (0–1) Jegyzőkönyv | Tadić 38' (11-esből) |

| LFF Stadium, Vilnius Játékvezető: Bobby Madden (skót) |

| 2018. szeptember 7. 20:45 (21:45 UTC+3) |

| Románia | 0–0         | Montenegró |
| ------- | ----------- | ---------- |
|         | Jegyzőkönyv |            |

| Ilie Oană Stadium, Ploiești Játékvezető: Ivan Kružliak (szlovák) |

| 2018. szeptember 10. 20:45 |

| Szerbia          | 2–2               | Románia                             |
| ---------------- | ----------------- | ----------------------------------- |
| Mitrović 26' 63' | (1–0) Jegyzőkönyv | Stanciu 48' (11-esből) Țucudean 68' |

| Partizan Stadion, Belgrád Játékvezető: Vladislav Bezborodov (orosz) |

| 2018. szeptember 10. 20:45 |

| Montenegró                        | 2–0               | Litvánia |
| --------------------------------- | ----------------- | -------- |
| Savić 34' (11-esből) Janković 36' | (2–0) Jegyzőkönyv |          |

| City Stadium, Podgorica Játékvezető: Jakob Kehlet (dán) |

| 2018. október 11. 20:45 (21:45 UTC+3) |

| Litvánia  | 1–2               | Románia                 |
| --------- | ----------------- | ----------------------- |
| Žulpa 90' | (0–1) Jegyzőkönyv | Chipciu 13' Maxim 90+4' |

| LFF Stadium, Vilnius Játékvezető: François Letexier (francia) |

| 2018. október 11. 20:45 |

| Montenegró | 0–2               | Szerbia                     |
| ---------- | ----------------- | --------------------------- |
|            | (0–1) Jegyzőkönyv | Mitrović 18' (11-esből) 81' |

| City Stadium, Podgorica Játékvezető: Gianluca Rocchi (olasz) |

| 2018. október 14. 15:00 (16:00 UTC+3) |

| Románia | 0–0         | Szerbia |
| ------- | ----------- | ------- |
|         | Jegyzőkönyv |         |

| Arena Națională, Bukarest Játékvezető: Kevin Blom (holland) |

| 2018. október 14. 20:45 (21:45 UTC+3) |

| Litvánia      | 1–4               | Montenegró                                          |
| ------------- | ----------------- | --------------------------------------------------- |
| Baravykas 88' | (0–3) Jegyzőkönyv | Mugoša 10' 45+1' (11-esből) Kopitović 35' Zorić 86' |

| LFF Stadium, Vilnius Játékvezető: Robert Schörgenhofer (osztrák) |

| 2018. november 17. 15:00 |

| Szerbia                 | 2–1               | Montenegró |
| ----------------------- | ----------------- | ---------- |
| Ljajić 30' Mitrović 32' | (2–0) Jegyzőkönyv | Mugoša 70' |

| Rajko Mitić Stadion, Belgrád Játékvezető: Alberto Undiano Mallenco (spanyol) |

| 2018. november 17. 20:45 (21:45 UTC+2) |

| Románia                          | 3–0               | Litvánia |
| -------------------------------- | ----------------- | -------- |
| Pușcaș 7' Keșerü 47' Stanciu 65' | (1–0) Jegyzőkönyv |          |

| Ilie Oană Stadium, Ploiești Játékvezető: Marco Guida (olasz) |

| 2018. november 20. 20:45 |

| Szerbia                                                | 4–1               | Litvánia        |
| ------------------------------------------------------ | ----------------- | --------------- |
| Žulpa 51' (öngól) Mitrović 58' Prijović 71' Ljajić 74' | (0–0) Jegyzőkönyv | Petravičius 64' |

| Partizan Stadion, Belgrád Játékvezető: Kristo Tohver (észt) |

| 2018. november 20. 20:45 |

| Montenegró | 0–1               | Románia      |
| ---------- | ----------------- | ------------ |
|            | (0–1) Jegyzőkönyv | Țucudean 44' |

| Városi stadion, Podgorica Játékvezető: Felix Zwayer (német) |

## Összesített rangsor
A C liga 15 csapata az UEFA Nemzetek Ligája 25–39. helyezéseit kapta, a következő szabályok alapján:
- A csoportok első helyezettjei a 25–28. helyezéseket kapták, a csoportban elért eredményeik alapján, a negyedik helyezett csapat elleni eredményeik figyelmen kívül hagyásával.
- A csoportok második helyezettjei a 29–32. helyezéseket kapták, a csoportban elért eredményeik alapján, a negyedik helyezett csapat elleni eredményeik figyelmen kívül hagyásával.
- A csoportok harmadik helyezettjei a 33–36. helyezéseket kapták, a csoportban elért eredményeik alapján, a negyedik helyezett csapat elleni eredményeik figyelmen kívül hagyásával.
- A csoportok negyedik helyezettjei a 37–39. helyezéseket kapták, a csoportban elért eredményeik alapján, az összes eredményük figyelebevételével.

| Hely. | Cs | Csapat       | M | Gy | D | V | G+ | G– | Gk  | P |
| ----- | -- | ------------ | - | -- | - | - | -- | -- | --- | - |
| 25.   | C1 | Skócia       | 4 | 3  | 0 | 1 | 10 | 4  | +6  | 9 |
| 26.   | C3 | Norvégia     | 4 | 3  | 0 | 1 | 5  | 1  | +4  | 9 |
| 27.   | C4 | Szerbia      | 4 | 2  | 2 | 0 | 6  | 3  | +3  | 8 |
| 28.   | C2 | Finnország   | 4 | 2  | 0 | 2 | 3  | 3  | 0   | 6 |
|       |    |              |   |    |   |   |    |    |     |   |
| 29.   | C3 | Bulgária     | 4 | 2  | 1 | 1 | 4  | 3  | +1  | 7 |
| 30.   | C1 | Izrael       | 4 | 2  | 0 | 2 | 6  | 5  | +1  | 6 |
| 31.   | C2 | Magyarország | 4 | 2  | 0 | 2 | 4  | 3  | +1  | 6 |
| 32.   | C4 | Románia      | 4 | 1  | 3 | 0 | 3  | 2  | +1  | 6 |
|       |    |              |   |    |   |   |    |    |     |   |
| 33.   | C2 | Görögország  | 4 | 2  | 0 | 2 | 3  | 4  | −1  | 6 |
| 34.   | C1 | Albánia      | 4 | 1  | 0 | 3 | 1  | 8  | −7  | 3 |
| 35.   | C4 | Montenegró   | 4 | 0  | 1 | 3 | 1  | 5  | −4  | 1 |
| 36.   | C3 | Ciprus       | 4 | 0  | 1 | 3 | 2  | 7  | −5  | 1 |
|       |    |              |   |    |   |   |    |    |     |   |
| 37.   | C2 | Észtország   | 6 | 1  | 1 | 4 | 4  | 8  | −4  | 4 |
| 38.   | C3 | Szlovénia    | 6 | 0  | 3 | 3 | 5  | 8  | −3  | 3 |
| 39.   | C4 | Litvánia     | 6 | 0  | 0 | 6 | 3  | 16 | −13 | 0 |

## 2020-as Eb-pótselejtező
A C liga hét legjobb csapata, amely a selejtezőből nem jutott ki a 2020-as Európa-bajnokságra, részt vehetett a pótselejtezőn.
| Hely.  | Csapat          |
| ------ | --------------- |
| 25. CS | Skócia[R]       |
| 26. CS | Norvégia        |
| 27. CS | Szerbia         |
| 28. CS | Finnország      |
| 29.    | Bulgária        |
| 30.    | Izrael          |
| 31.    | Magyarország[R] |
| 32.    | Románia[R]      |
| 33.    | Görögország     |
| 34.    | Albánia         |
| 35.    | Montenegró      |
| 36.    | Ciprus          |
| 37.    | Észtország      |
| 38.    | Szlovénia       |
| 39.    | Litvánia        |

Jegyzetek
- CS NL-csoportgyőztes
- [R] rendező
- pótselejtezőbe jutott
- kijutott az Európa-bajnokságra